# Manu à la radio !
Pour les articles homonymes, voir Manu.
Manu à la radio ! était une émission matinale humoristique diffusée quotidiennement sur les radios Fun Radio et Fun Radio Belgique du 25 août 2008 au 24 juin 2011. Succédant à la matinale de Sébastien Cauet, elle était présentée par Emmanuel Levy (alias Manu), venu de Virgin Radio. L'émission reprenait la structure de l'émission que Manu coanimait la saison précédente avec Marc Michaud (alias Micho), coauteur de ses sketchs et participant à ceux-ci.
Lors de la première saison, seules deux heures d'émission se sont déroulées en direct, la première demi-heure étant consacrée à la diffusion des meilleurs moments de la veille. La deuxième saison s'est déroulée en direct dans son intégralité.
Les principaux membres de l'équipe accompagnant Emmanuel Levy étaient les coanimateurs Virginie de Clausade et Grégory Vacher.

## Historique
Manu à la radio ! commence le 25 août 2008 sur Fun Radio et Fun Radio Belgique. L'équipe est alors composée de Manu Levy, Christina Guilloton, Marc Michaud, Maxime Torres et Stéphanie. Le 16 mars 2009, le site internet officiel de l'émission est lancé.
Pour la rentrée du 24 août 2009, l'équipe est renforcée par l'arrivée de Virginie de Clausade. Cette dernière remplace Christina Guilloton, qui travaillait à la rédaction de Fun Radio puis comme coanimatrice depuis une dizaine d'années, et qui part sur Virgin Radio. Micho est remplacé par Vacher, partit sur Europe 1.
Le 30 août 2010, Manu à la radio entame une troisième saison. L'équipe reste la même. Virginie de Clausade est en congé maternité à partir du 7 mars 2011 pour une durée de deux mois, période durant laquelle elle est remplacée par Élodie Gossuin. Le 16 mai 2011, Virginie de Clausade revient dans l'équipe de Manu Levy.
L'émission s'arrête le 24 juin 2011, Manu Levy confirmant à l'antenne son départ pour NRJ pour y animer également la matinale. L'émission est remplacée par Bruno dans la radio, émission présenté à partir du 22 août 2011 par Bruno Guillon, venu de Virgin Radio où il présentait la matinale.

## Équipe présente à l'antenne

### Saison 1
- Manu Levy (animateur)
- Christina Guilloton (journaliste puis coanimatrice)
- Marc Michaud (auteur et coanimateur)
- Maxime Torres (réalisateur)
- Mourad Moqaddem (producteur)
- Grégory Vacher (auteur)
- Oriane Halévi (standardiste)
- Clara (assistante)

### Saison 2 et 3
- Manu Levy (animateur)
- Virginie de Clausade (coanimatrice, remplacée à partir du 7 mars 2011 par Élodie Gossuin pour cause de congé maternité d'une durée de 2 mois).
- Grégory Vacher (auteur et coanimateur)
- Oriane Halévi (standardiste)
- Mourad Moqaddem (producteur)
- Aurélie et Clara (assistantes)

## Programmation

### Le Tip-Top
Le Tip-Top 5 s'arrête sur Fun Radio, mais continue dans Manu dans le 6/9 sur NRJ[pas clair] depuis le 22 août 2011.

### La ligne anti-relous
La ligne anti-relous continue sur Fun Radio chez Bruno dans la radio[source insuffisante].

### Le seigneur des 10 questions
Le seigneur des 10 questions devrait s'arrêter définitivement.

### Le 24 secondes chrono
Cette rubrique devrait s'arrêter définitivement

### Les Gossips de Virginie
Les Gossips de Virginie s'arrêtent définitivement et sont remplacés par la rubrique Les People de 15[source insuffisante] de Élodie.

### Les factures payées
Les factures payées durant l'émission continueront avec Bruno[source insuffisante].

## Audiences
- Septembre 2008 - octobre 2008, Manu à la radio ! réalise une très belle entrée avec 298 000 auditeurs, soit 14 000 auditeurs de plus que la matinale de Cauet qui était sur Fun Radio la saison précédente[6].
- Septembre 2009 - octobre 2009, Manu à la radio ! est le 3e morning des radios musicales le plus écouté en France avec 312 000 auditeurs en moyenne, soit 8 % de plus que l'an passé[7].
- Janvier 2010 - mars 2010, Manu à la radio réalise son meilleur score avec plus 1,6 million auditeurs chaque jour. Soit une augmentation de + 26 % en audience cumulée et de 30 % en PDA[8].
- Septembre 2010 - octobre 2010, Manu à la radio réalise encore une nouvelle fois son meilleur score d'audience avec plus de 1,7 million d'auditeurs quotidiens. Manu à la radio progresse de 11 % en audience cumulée et de 6 % PDA[9].
- Octobre 2010 - novembre 2010, Manu à la radio réalise une fois de plus son meilleur score d'audience avec plus de 1,8 million d'auditeurs quotidiens et la matinale de Manu et Virgine de Clausade devance désormais celle de Difool sur Skyrock[10].